# Беверли-минстер
Беверли-минстер (англ. Beverley Minster) — приходская церковь в Беверли, Ист-Райдинг-оф-Йоркшир, шедевр готической архитектуры, входящий в Большие церкви Англии, объект культурного наследия Англии первого класса. Основанная как коллегиальная, в ходе тюдоровской секуляризации она не стала центром епархии, но сохранилась как приходская, утрачены были только капитулярная зала и пристроенная церковь св. Мартина.

## История

### Англосаксонский период и завоевание
Своим основанием и важностью Беверли-минстер обязан св. Иоанну Беверлийскому, епископу Йоркскому (706—714?), который около 700 года основал монастырь. Мощи его сохраняются в крипте под нефом нынешнего здания. Произведённые в 1979—82 годах раскопки показали, что крупная церковь находилась на этом месте по крайней мере с 700 по 850 год, когда, вероятно, монастырь был разграблен викингами.
Согласно традиции, на месте прежнего монастыря коллегиальную церковь (с канониками-мирянами) основал король Этельстан. На самом деле, следует полагать, что возникновение и укрепление минстера происходило постепенно, но, так или иначе, к началу XI века могила епископа Иоанна стала местом паломничества. В 1037 году он был канонизирован, культ святого вызвал к жизни городок вокруг минстера. Владевшие Беверли в течение Средних веков архиепископы Йоркские установили четыре ежегодные ярмарки, благодаря которым роль города в торговле возрастала. С XII века Беверли был основным пунктом экспорта шерсти в Низкие Земли.
Согласно хартии XII века, после канонизации Иоанна Беверлийского в 1037 году начались работы по перестройке церкви. Архиепископ Кинесиг (1051-60) построил высокую каменную башню, его преемник Элдред (1060-69) построил пресвитерий и потолок, украшенный росписью и позолотой. От этой англосаксонской церкви ничего до наших дней не уцелело, а записей о каких-либо нормандских постройках не известно, хотя в ходе раскопок в различных местах города найдено немало нормандской каменной работы, а четыре арки XIV века позади трифория в нефе явно собраны из вновь использованных нормандских клинчатых камней.
В 1067/1068 году шериф Йорка Гамель получил от Вильгельма Завоевателя письменное повеление:
Архиепископу Элдреду следует подписать привилегию на земли, принадлежащие церкви св. Иоанна Беверлийского, так чтобы они были недоступны для притязаний короля и его людей, за исключением архиепископа и служителей церкви.
В 1154 году пробстом в Беверли стал Томас Бекет.

### Перестройка
В 1188 году пожар сильно повредил как город, так и минстер, который потребовал полной перестройки. Вскоре после пожара были собраны средства, и начались работы в восточной половине. Башня-фонарь на средокрестии, возведённая для освещения гробницы св. Иоанна, около 1219 года в ходе строительства обрушилась, и потребовалось переделывать немалую часть работы. Известно, что в 1252 году Генрих III пожертвовал для храма 40 дубов из Шервуда. Около 1260 года работы над ретрохором, хорами, капитулярной залой, трансептом и башней были завершены.
Храм был выстроен в новом, пришедшем в конце XII века из Франции, готическом стиле — обширный, невероятно высокий, светлый, тщательно отделанный, он разительно отличался от прежних построек. В то время западнее средокрестия не было построено более одной секции нефа. Из работ этой ранней готической эпохи в Беверли утрачена только капитулярная зала, хотя лестница в неё сохраняется в северном боковом нефе на хорах. Единственной крупной переделкой стало Большое Восточное окно в перпендикулярном стиле, средства на которое были собраны в 1416 году.

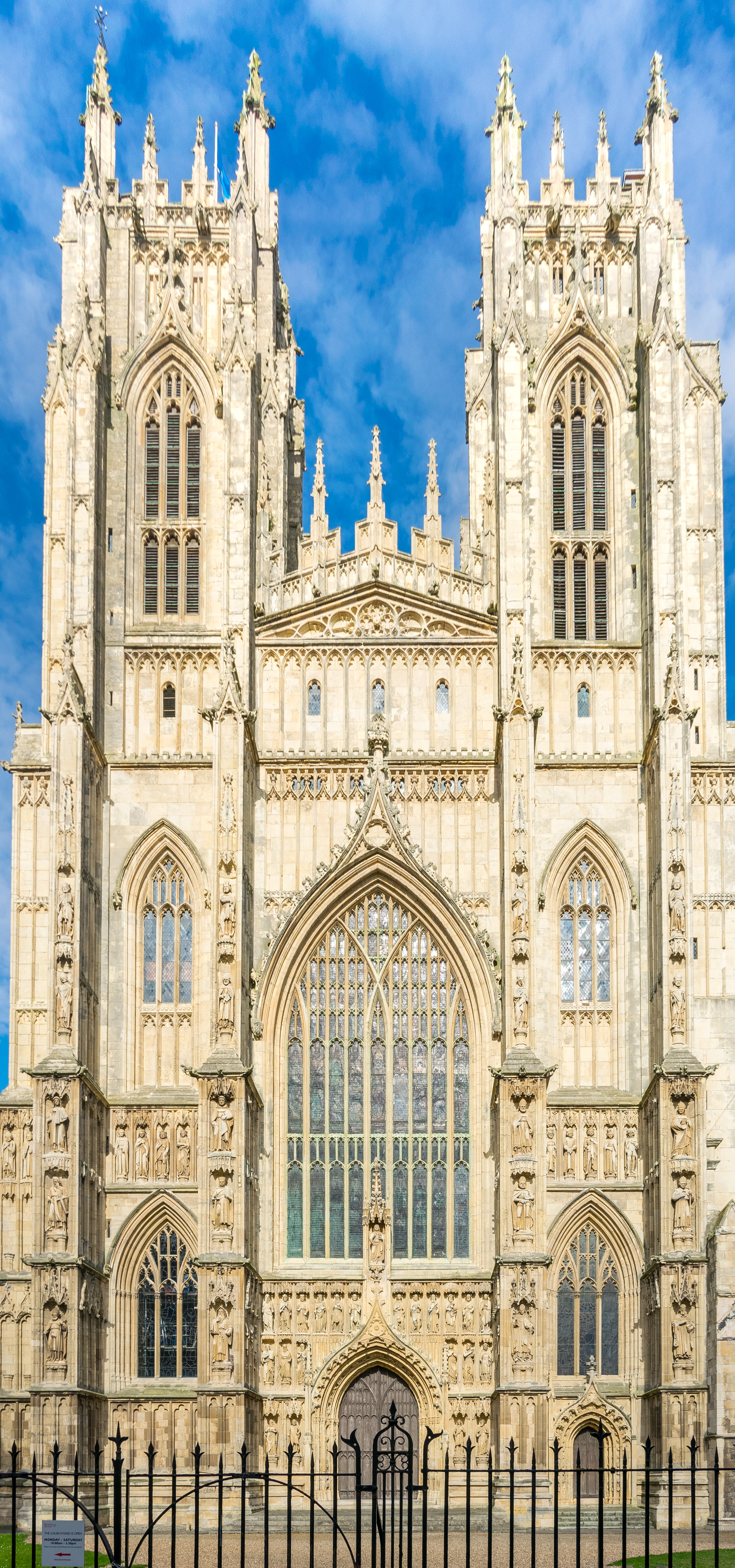
Западный фасад

В 1292 году Роджеру де Фарингдону (Лондон) заказана новая гробница для св. Иоанна, в которую мощи были перенесены 25 октября 1307 года. Сбор средств на строительство продолжился с 1308 года, и в 1311 начали возводить неф в современном, декоративном готическом стиле. Более смелые и богато украшенные формы необходимо было согласовать с ранними. Как и многие другие стройки, неф Беверли-минстера был заморожен в 1348 году эпидемией Чёрной смерти.
Завершение нефа и возведение западного фасада с двумя башнями состоялось около 1400 года. Башни эти являются великолепным образцом перпендикулярного стиля и вдохновили создателя западных башен Вестминстерского аббатства Николаса Хоксмура. К началу XV века, когда выстроен северный портал, Беверли-минстер был завершён, после этого добавлены лишь, как упомянуто выше, Большое Восточное окно (1416), капелла Перси у северо-восточного угла (ок. 1490) и места для клира (ок. 1520).
В церкви похоронен Генри Перси, 4-й граф Нортумберленд (1449—1489), убитый собственными вассалами в ходе Йоркширского восстания против поднятых Генрихом VII налогов.

### Реформация и последующие века
В 1548 году Беверли-минстер был понижен в статусе до приходской церкви, коллегия распущена, и персонал церкви сократился с 75 человек до четверых, гробницу св. Иоанна ликвидировали. Ненужную капитулярную залу снесли, а к началу XVII века разобрали и прежнюю приходскую церковь св. Мартина, пристроенную к трём западным секциям нефа с южной стороны.
Среди священников Беверли-минстера. как и в других церквях в XVI веке, бывали распри, разжигаемые теми, кто хотел обнаружить папистский заговор против короля. В Беверли, например, в 1567 году в продолжении католических обрядов обвинили троих священников, из которых Джон Левет был прежде членом коллегии, а Ричард Левет — его братом. Леветы за хранение нелегальной литературы и предметов были отстранены от служения, а после снятия заперта им не дозволялось служить в Беверли и его окрестностях.
К началу XVIII века церковь подошла в упадке. Каменные своды везде, кроме северного трансепта, были подпёрты аркбутанами, и к 1700 году состояние северного трансепта грозило обрушением не только его, но и башни на средокрестии. Щипец этого трансепта отклонился от вертикали на 4 фута (1,2 м). В 1717—1731 годах прошла реставрация под руководством Хоксмура. Уильям Торнтон из Йорка придумал для этой реставрации оригинальную систему, позволившую с помощью массивной деревянной рамы привести стену в вертикальное положение. В это же время юго-западную стену, где к минстеру примыкала разобранная церковь св. Мартина, привели в соответствие с остальным зданием.

## Детали
В интерьере церкви использованы колонки из пурбекского мрамора. F. H. Crossley считает одним из лучших сохранившихся памятников готического искусства резьбу в стиле «stiff-leaf» и балдахин на могиле леди Эланор Перси (ок. 1340). Мизерикордии XVI века на хорах (68 штук) соседствуют с одним из немногих сохранившихся в Англии «креслом мира» англосаксонских времён (до 1066). Мизерикордии так называемой «рипонской школы» резьбы по дереву напоминают мизерикордии Манчестерского и Рипонского соборов. «Кресло мира» (англ. Frith Stool, Frid Stool) предназначено для тех, кто хочет убежища в церкви после вынесенного смертного приговора.
В центральной башне расположен подъёмный кран со ступательным колесом, который использовался для подъёма стройматериалов. Механизм этот частично оригинальный, частично воссозданный по средневековым образцам.
Неф украшен резными изображениями музыкантов второй четверти XIV века.
В XVI и XVIII веках хоры ремонтировались. В 1608 году буря выбила средневековые витражи, но стекло тщательно собрали и установили в восточном окне в 1725 году. Семейство Торнтонов в XVII веке изготовило западные двери и в 1718—1731 годах спасло от обрушения северный фасад северного трансепта, который потянул бы за собой всё здание.
Резная преграда, на которой располагается орган, спроектирована Джорджем Гилбертом Скоттом и построена в 1877—1880 годах местным мастером Джеймсом Элвелом. В северном боковом нефе сохранилась лестница в снесённую капитулярную залу.

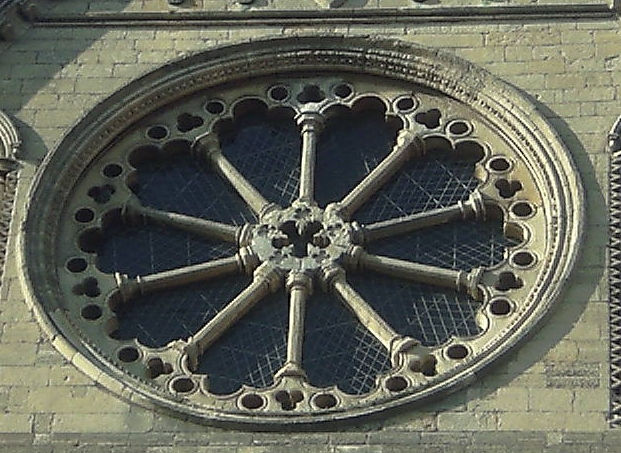
Окно-роза
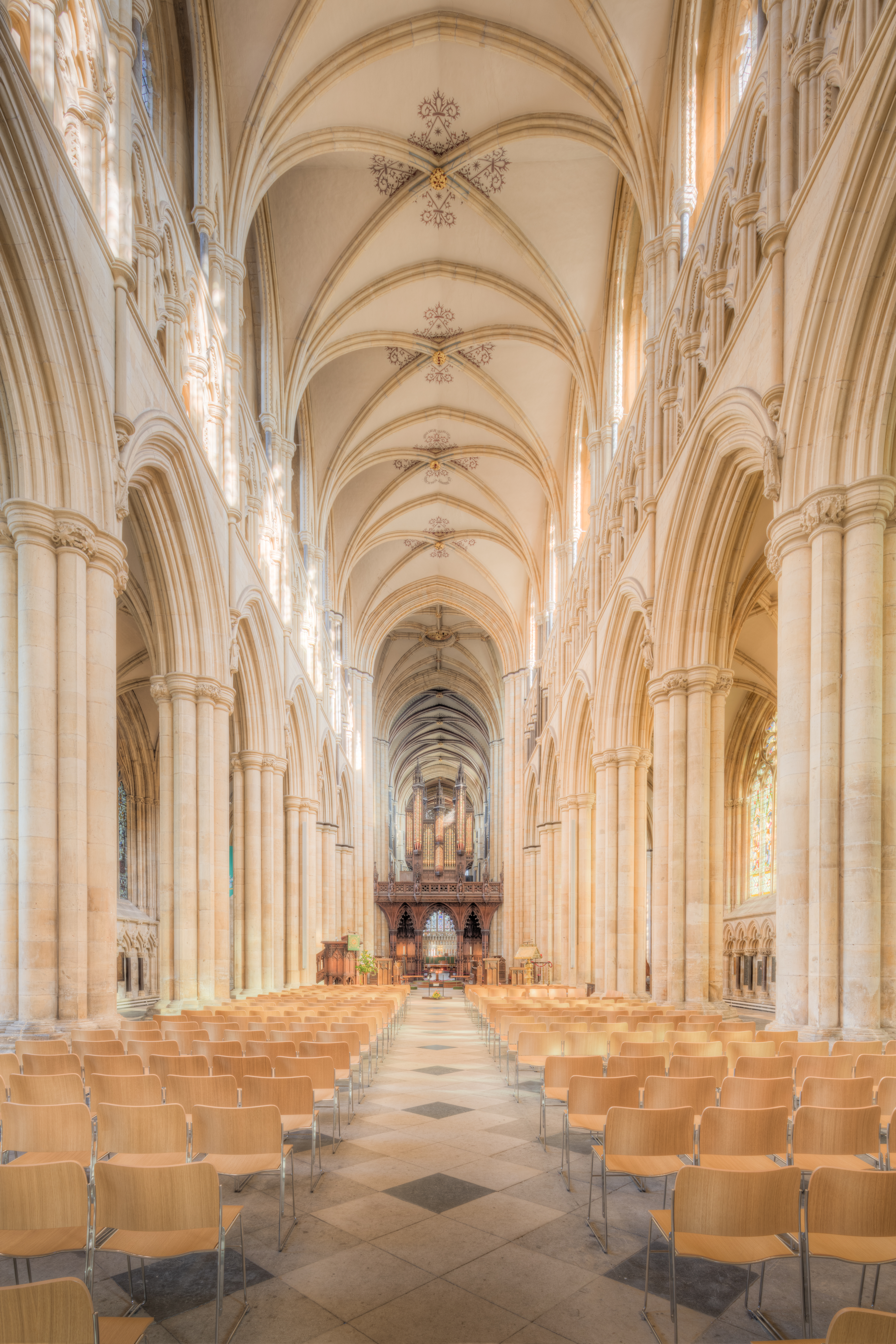
Неф
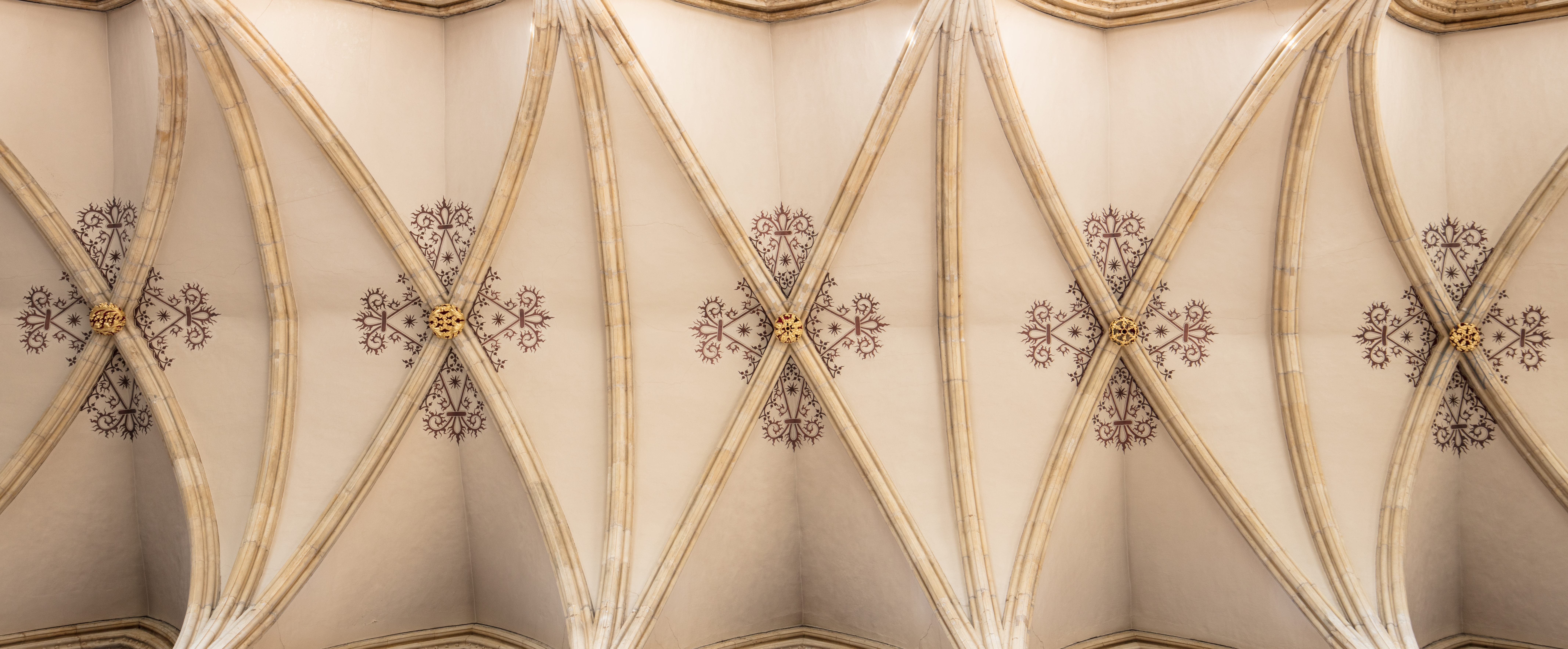
Потолок в нефе
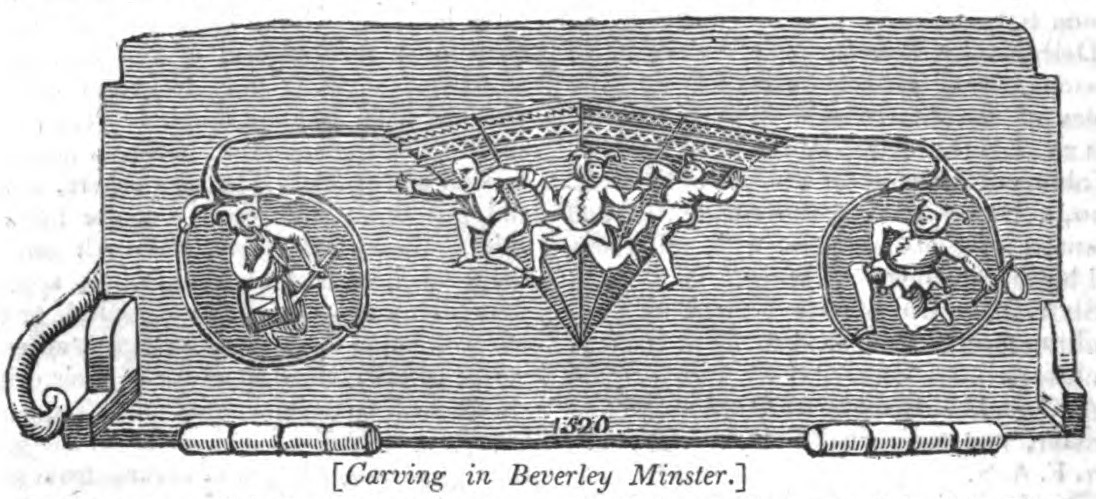
Мизерикордия «Пир дураков»

## Колокола
Согласно записям, ещё в англосаксонскую эпоху, в 1050 году, в Беверли-минстере было два колокола. В 1366 году подвесили четыре колокола, из которых три были с тех пор перелиты, и используются по сей день.
Колокола находятся в обеих западных башнях. В южной — бурдон «Большой Иоанн», отлитый в 1901 году, весом более семи тонн и диаметром более семи футов, подвешенный без возможности звонить раскачиванием. Колокол посвящён, как ни странно, не Иоанну из Беверли, а евангелисту. Большой Иоанн отбивает часы.
Четверти отбивает десятиголосная звонница в северной башне, мелодия написана органистом Джоном Кэмиджем.

## Орган
В 1769 году в Беверли-минстере лондонским мастером швейцарского происхождения Иоганном Шнецлером был построен орган из 26 регистров. В 1885 году он был расширен до 72 регистров фирмой «William Hill & Son». В 1916 году Артур Хилл изготовил для органа новый корпус на преграде, разделанный под орех, с позолоченными трубами. Нынешний инструмент (сохраняющий в несколько расширенном виде консоль Шнецлера) построен в 1963 году фирмой «William Hill & Son & Norman & Beard Ltd.». В нём 78 регистров на четырёх 58-клавишных мануалах (Хор, Хауптверк, Швеллер и Соло) и 32-клавишной педали. В корпусе на преграде располагаются дивизионы Хауптверк (лицом на запад, в неф) и Хор (к востоку, на хоры), в южном боковом нефе на хорах — Соло (звучит в южный трансепт), Швеллер (на хоры) и Педаль (одной секцией восточнее Швеллера). Самые большие регистры — 32-футовые Двойные Открытые Принципалы и Контр-тромбон, расположены в педальном дивизионе.

## В культуре
Беверли-минстеру посвящено стихотворение Летиции Лэндон («Fisher’s Drawing Room Scrap Book», 1836).
В Беверли-минстер снимались материалы к фильму Lease of Life (1954), две серии «Виктории» 2016-17 и драмы «King Charles III» и «Порох» в 2017 году.